# NGC 2918
NGC 2918 је елиптична галаксија у сазвежђу Лав која се налази на NGC листи објеката дубоког неба.
Деклинација објекта је + 31° 42' 19" а ректасцензија 9h 35m 44,0s. Привидна величина (магнитуда) објекта NGC 2918 износи 12,5 а фотографска магнитуда 13,5. NGC 2918 је још познат и под ознакама UGC 5112, MCG 5-23-19, CGCG 152-32, PGC 27282.